# Avtocesta A1
Avtocesta A1 Šentilj–Srmin (imenovana tudi "Slovenika" ali "primorska" oziroma "štajerska avtocesta") na osi severovzhod–jugozahod Slovenije je dolga 245,3 kilometra. A1 povezuje večja slovenska mesta Maribor, Slovensko Bistrico, Celje, Ljubljano, Vrhniko, Logatec, Postojno in Koper. 
Avtocesta A1 je sestavni del petega evropskega prometnega koridorja (Lyon–Kijev), ki povezuje Lyon, Milano, Benetke, Trst, Koper, Postojno, Ljubljano, Celje, Maribor, Lendavo, Budimpešto in Kijev. Prav tako poteka v smereh evropskih cest z oznako E70, E57 in E59.

## Zgodovina
V letih 1970–1972 je bila zgrajena prva slovenska štiripasovna avtocesta: Vrhnika–Postojna na t. i. primorskem avtocestnem kraku avtoceste A1 (predana prometu 29. decembra 1972; istega dne so odprli tudi avtocesto Zagreb - Karlovac na Hrvaškem). Prav primorski avtocestni krak je bil tudi prvi v celoti zgrajen (23. novembra 2004). 12. avgusta leta 2005 so z dokončanjem odseka prek Trojan zaključili tudi povezavo med Mariborom-jug, Celjem in Ljubljano. Zadnji, 10,5 kilometra dolg odsek celotne avtoceste med Pesnico in Mariborom (Ptujsko cesto), je bil predan prometu 14. avgusta 2009 in s tem je bil v celoti končan tudi štajerski del avtoceste A1. Skupna dolžina od meje z Avstrijo pri Šentilju do Srmina pri Kopru tako znaša 245 km.

## Značilnosti
Avtocesta A1 je v celotni dolžini štiripasovna cesta z ločenimi smernimi vozišči in odstavnimi pasovi, razen v predorih. Vozni pasovi so široki 3,75 m, odstavni 2,5 m in robni pas 0,5 m. Ker cesta poteka po zelo različnem terenu, od ravninskega do hribovitega, so temu prilagojeni tudi nekateri horizontalni in vertikalni elementi. Posebej zahtevni z vidika geotehničnih razmer sta bila odsek Vransko–Trojane–Blagovica ter potek avtoceste preko Ljubljanskega barja, kjer je bila uporabljena posebna metoda gradnje z drenažnimi koli in predobremenilnimi nasipi. Za oba odseka je značilna zahtevna gradnja premostitvenih objektov ter podpornih in opornih konstrukcij. Najzahtevnejši odsek je bil zagotovo na primorskem delu, kjer je bilo potrebno na kratki razdalji premostiti večjo višinsko razliko, to je sestop preko Kraškega roba. Na tem mestu so bili zgrajeni največji viadukt Črni kal, dva dvocevna predora ter še več drugih premostitvenih objektov.

## Cestnina
Cestnina se je pričela pobirati že ob otvoritvi prvega odseka avtoceste A1 od Vrhnike do Postojne. To je bil tako imenovan "zaprti sistem" cestninjenja. Na vsakem priključku ter na začetku in koncu so bile postavljene cestninske postaje. Tak sistem je veljal kasneje tudi na štajerskem odseku. Po sprejemu Nacionalnega programa izgradnje avtocest pa se je način cestninjenja za nove odseke spremenil v "odprt sistem", kar pomeni, da je bilo zgrajenih le nekaj novih čelnih cestninskih postaj, stare na priključkih pa so bile delno (smiselno glede na uporabo avtocest) porušene.
Cestninske postaje so začeli dokončno odstranjevati leta 2018 po uvedbi sistema vinjet za osebna vozila in elektronskega cestninjenja za tovorna v slovenskem avtocestnem omrežju.

## Objekti

### Razcepi
Na avtocesti je osem avtocestnih razcepov: 
- Dragučova, severovzhodno od Maribora, blizu Pesnice, kjer se od štajerskega kraka avtoceste A1 odcepi avtocesta A5 (Maribor–Pince–Madžarska; (avtocestni razcep zgrajen 2008);
- Slivnica, južno od Maribora, kjer se od štajerskega kraka avtoceste A1 odcepi avtocesta A4 Maribor–Draženci–(kasneje do Gruškovja in hrvaške meje), ki je sestavni del t. i. Pyhrnske avtoceste (dokončan leta 2009);
- Zadobrova, vzhodno od Ljubljane, kjer se od avtoceste A1 s Štajerske odcepi severna ljubljanska obvoznica (hitra cesta H3) (avtocestni razcep zgrajen 1999);
- Malence, južno od Ljubljane, kjer se od avtoceste A1 odcepi v smeri proti Dolenjski in Hrvaški avtocesta A2 (zgrajen leta 1993);
- Kozarje, kjer se od primorskega kraka avtoceste A1 odcepi gorenjski del avtoceste A2 proti Šentvidu ter na južno ljubljansko obvoznico (A1/A2) (zgrajen leta 1979);
- Nanos, kjer se razcepita primorski krak avtoceste A1 za smer proti Kopru in hitra cesta H4 proti Vrtojbi in Italiji (zgrajen leta 2000);
- Gabrk pri Divači, kjer se od primorskega kraka avtoceste A1 odcepi avtocesta A3 v smeri proti Sežani in Fernetičem in Italiji (zgrajen leta 1998);
- Srmin pri Kopru, kjer se avtocesta A1 priključi v Luko Koper in križa s hitro cesto H5 Škofije–Koper–(kasneje do Dragonje) (zgrajen leta 1990).

### Predori
- Vodole – desna cev 249 m, leva cev 247 m
- Golo rebro – desna cev 788 m, leva cev 757 m
- Pletovarje – desna cev 708 m, leva cev 745 m
- Ločica – desna cev 750 m, leva cev 810 m
- Jasovnik – desna cev 1633 m, leva cev 1612 m
- Trojane – desna cev 2840 m, leva cev 2931 m
- Podmilj – desna cev 622 m, leva cev 613 m
- Golovec – desna cev 622 m, leva cev 595 m
- Kastelec – desna cev 2195 m, leva cev 2303 m
- Dekani – desna cev 2190 m, leva cev 2181 m

Poleg navedenih obstajata še dva pokrita vkopa, in sicer:
- Malečnik – desni 185 m, levi 185 m
- Strmec – desni 200 m, levi 200 m

### Viadukti in drugi premostitveni objekti
Avtocesta A1 premošča doline in reke s 101 viaduktom, 109 mostovi, 129 nadvozi in 117 podvozi. Poleg tega obstaja 11 izvennivojskih križanj z železnico (nadvozi v skupni dolžini 854 m), ki so sicer v upravljanju in vzdrževanju SŽ.
Nekaj največjih viaduktov na A1 (razpetine večje od 500 m):
- Kresnica – desni in levi
- Pekel – desni in levi
- Preloge – desni in levi
- Škedenj I. – desni in levi
- Ločica – desni in levi
- Šentožbolt – desni in levi
- Petelinjek – desni in levi
- Blagovica – desni in levi
- Verd – desni in levi
- Ravbarkomanda – desni in levi
- Črni kal – desni in levi
- Bivje – desni in levi

### Podporne in oporne konstrukcije
Na avtocesti A1, ki poteka v precejšnji meri po hribovitem terenu s slabimi geomehanskimi karakteristikami, je tudi 168 opornih in podpornih konstrukcij, od tega kar 25 zahtevnih pilotnih sten.
Odsek Trojane–Blagovica je bil gradbeno najzahtevnejši, saj vsebuje na slabih 11 km avtoceste kar sedem viaduktov in dva dvocevna predora.

## Oskrbne postaje in počivališča
Na avtocesti A1 stoji zaradi gostote in strukture prometa kar 27 lokacij (dve sta še v gradnji), kjer se vozila in potniki lahko ustavijo. Tako obratuje petnajst oskrbnih postaj z vso potrebno infrastrukturo (bencinsko črpalko, restavracijo, parkiriščem), sedem počivališč (parkirišče, klopi, mize, sanitarije) in trije bencinski servisi z manjšim parkiriščem.

## Varstvo okolja
Zaradi prekomerne obremenitve s hrupom je bilo do konca leta 2011 zgrajeno 56,3 km protihrupnih ograj. V skladu s predpisi in monitoringom, ki se redno izvaja, bodo ukrepi zaščite pred prekomernim hrupom izvedeni po potrebi. Prav tako so za prehajanje divjih živali in dvoživk preko avtoceste zgrajeni ustrezni objekti. Za zaščito pred onesnaženjem tal in vode iz cestišča je zgrajenih 332 različnih objektov in naprav (zadrževalniki, lovilci olj in čistilne naprave).

## Galerija
- Odsek pri Postojni
- Nočni pogled na avtocesto z mostu v Stari vasi pri Postojni
- Odsek ceste pri naselju Krašnja (pogled z Limbarske gore
- Avtocesta A1 pri Celju